# ハーリド・シェルドレイク
ハーリド・シェルドレイク（英語: Khalid Sheldrake、1888年 - 1947年）は、イギリスのピクルス工場主、慈善家。改名前の名はバートラム・「バーティー」・ウィリアム・シェルドレイク (英語: Bertram "Bertie" William Sheldrake) 。1934年に、中国・新疆省に生まれた短命国家第一次東トルキスタン共和国に請われ、「イスラムスタン」の王に推戴された。しかし新疆にたどり着く前に東トルキスタン勢力が崩壊し、実際に統治することは無かった。

## イギリスでの活動
シェルドレイクの父ゴスリング・マーランダー・シェルドレイク（通称ジョージ）は、ロンドン南東部の調味料工場主だった。シェルドレイクはカトリック教徒として育ったが、1903年にイスラームに改宗し「ハーリド」と改名した。

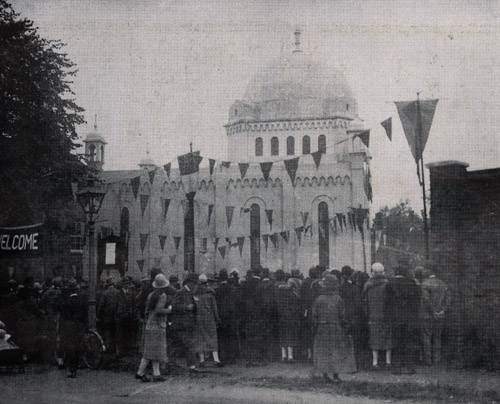
ロンドンのファズル・モスクの落成式（1926年）

1920年、シェルドレイクは『ブリテン・アンド・インディア』や『ムスリム・ニュース・ジャーナル』といった雑誌を刊行し、『ザ・ミナレット』という月刊誌の編集者も務めていた。また彼はエクアドルから文学の名誉学位を贈られている。
1926年にロンドンのサウスフィールズで落成を迎えたファズル・モスクの建設にも携わっていた。その後、シェルドレイクはサウス・ロンドンのペッカム・ライやイースト・ダリッジにもモスクを建立した。さらに西洋イスラム協会（Western Islamic Association）を創設した。
シェルドレイクはシビルという名の女性と結婚し、2人の男子が生まれた。なおシビルもイスラームに改宗し、ガズィア（Ghazia）と改名した。一家はロンドンのフォレスト・ヒル郊外に居を構え、シェルドレイクはそこからデンマーク・ヒルにあるピクルス工場に通っていた。
シェルドレイクは周囲のイギリス人にもイスラームへ改宗するよう勧誘していた。1932年にはインペリアル・エアウェイズの42席の旅客機をチャーターし、イギリス海峡を飛ぶ機内でサラワク王子バートラム・ブルックの妻グラディス・ミルトン・パーマーを改宗させた。

## 「イスラムスタン国王」

現代中華人民共和国の地図と第一次東トルキスタン共和国（赤）の領域

1930年代前半、中華民国の新疆省政府に対する民衆（ほとんどがムスリム）の蜂起が相次いでいた。その過程で、第一次東トルキスタン共和国やホータン首長国など、短命な独立政権が次々と生まれていた。東トルキスタン共和国は国際的な承認を取り付けようとしたが、この地域に影響を持つ大国、すなわち中国、アフガニスタン、日本、ソヴィエト連邦、イギリスといった諸国はいずれも共和国の独立に反対した。
1933年、フォレスト・ヒルのシェルドレイクの自宅に、東トルキスタン共和国からの使者がやってきて、彼に「新疆の君主」になるよう要請した。シェルドレイクはこの提案を歓迎し、すぐに中国へ旅立った。途上にあるフィリピン、ボルネオ、サラワク、シンガポールのムスリムコミュニティを訪れた末、1933年10月3日、アメリカのオーシャン・ライナー「プレジデント・クーリッジ」に乗って香港に到着した。
シェルドレイクは、香港で何度かイスラームについての講義を行った。また『サイスチャイナ・モーニング・ポスト』（SCMP）紙の記者に、秘密厳守という約束の上で、自分が新疆から国王になるよう招かれてきたと明かした。SMCP紙はこの約束を守り、1934年3月30日になってようやく記事にした。これは『ニューヨーク・タイムズ』紙による報道よりも後のことであった。
上海を経由して1934年5月に北京に至り、国際グランドホテル会社（Compagnie Internationale des Grands Hotels）のホテルの一室に宿泊した。ここに中国警察の監視を潜り抜けて東トルキスタンの使節からあらためて要請を受け、シェルドレイクは「イスラムスタンのハーリド国王陛下」（His Majesty King Khalid of Islamestan）という尊称を受け入れた。
その後、シェルドレイクは講演契約を履行するため日本やタイをめぐった。イギリスの新聞はシェルドレイクを「タルタリアのピクルス王」「カシュガルのイギリス人アミール」「世界の屋根の君主」などと呼んだ。妻のガズィアもロンドンから極東にいるシェルドレイクの元に合流した。夫婦は北京を出発し、ラクダ隊で東トルキスタンの首都となる予定のカシュガルへ向かった。
しかし1934年6月になると、シェルドレイクが新疆のヒスイ鉱山の権益を狙っているとか、イギリス秘密情報部のスパイであるとか、王となった彼を通じてイギリスが新疆を支配する手はずなのだといった噂が流れ、シェルドレイクの前途を阻み始めた。ソ連の『イズベスチヤ』紙は、彼が戴冠することで、日本が満洲に対して行ったように大英帝国が新疆を併合することになるだろう、と書き立てた。中華民国や日本もシェルドレイクの戴冠計画に反対し、アフガニスタンのムスリムも彼らに対する支援を取り下げた。
8月上旬、新疆に近づいていたシェルドレイクは、東トルキスタン共和国を築こうと結集していた諸勢力がすでにばらばらになって内紛に陥り、さらにソ連の支援を受けた軍閥の盛世才が、中国勢力による新疆支配を再確立しつつあることを知った。結局シェルドレイク夫妻は新疆に足を踏み入れることなく、かつての東トルキスタン共和国の指導者数人とともにイギリス領インドへ逃れた。その後しばらくハイデラバードに滞在してから、イングランドへ帰国した。

## その後
イギリスに戻ったシェルドレイクはトルキスタンについての講義を続けたが、かつて抱いていたような熱意は失っていた。新たなモスクの建設やムスリム支援の慈善活動も続けた。北アフリカや中央ヨーロッパを旅したり、家業のためサワーピクルスを仕入れるべくトルコへ赴いたりもした。第二次世界大戦中は、アンカラのブリティッシュ・カウンシルに勤務した。1944年にイギリスに帰国し、1947年に死去した。